# Khúc côn cầu trên băng tại Thế vận hội Mùa đông 2006
Khúc côn cầu tại Thế vận hội Mùa đông 2006 được tổ chức tại Palasport Olimpico và Torino Esposizioni ở Torino, Ý. Cuộc đấu nam được tổ chức từ ngày 15 đến 26 tháng 2 và nữ từ 11 đến 20 tháng 2 năm 2006. Đội Thụy Điển giành được huy chương vàng cho cuộc đấu nam và Canada cho cuộc đấu nữ.

## Bảng huy chương
|   | Quốc gia     | Vàng | Bạc | Đồng | Tổng |
| - | ------------ | ---- | --- | ---- | ---- |
| 1 | Thụy Điển    | 1    | 1   | 0    | 2    |
| 2 | Canada       | 1    | 0   | 0    | 1    |
| 3 | Phần Lan     | 0    | 1   | 0    | 1    |
| 4 | Cộng hòa Séc | 0    | 0   | 1    | 1    |
| 4 | Hoa Kỳ       | 0    | 0   | 1    | 1    |
|   | Tổng cộng    | 2    | 2   | 2    | 6    |

## Nam
Sau khi các đội hoàn tất thi đấu với nhau, 4 đội đứng hạng cao nhất của từng bảng sẽ được vào tứ kết. Tại vòng tứ kết, đội hạng 1 của A đấu với đội hạng 4 của B, đội hạng 2 của A đấu với đội hạng 3 của B, đội hạng 3 của A đấu với đội hạng 2 của B và đội hạng 4 của A đấu với đội hạng 1 của B.

### Bảng A
| Đội          | Số trận | Thắng | Thua | Hòa | Bàn thắng | Bàn thua | Điểm |
| ------------ | ------- | ----- | ---- | --- | --------- | -------- | ---- |
| Phần Lan     | 5       | 5     | 0    | 0   | 19        | 2        | 10   |
| Thụy Sĩ      | 5       | 2     | 1    | 2   | 10        | 12       | 6    |
| Canada       | 5       | 3     | 2    | 0   | 15        | 9        | 6    |
| Cộng hòa Séc | 5       | 2     | 3    | 0   | 14        | 12       | 4    |
| Đức          | 5       | 0     | 3    | 2   | 7         | 16       | 2    |
| Ý            | 5       | 0     | 3    | 2   | 9         | 23       | 2    |

| 15 tháng 2 |       |              |                            |
| Ý          | 2 - 7 | Canada       | Palasport Olimpico (13:00) |
| Thụy Sĩ    | 0 - 5 | Phần Lan     | Torino Esposizioni (15:30) |
| Đức        | 1 - 4 | Cộng hòa Séc | Palasport Olimpico (17:00) |

| 16 tháng 2   |       |         |                            |
| Phần Lan     | 6 - 0 | Ý       | Palasport Olimpico (12:00) |
| Cộng hòa Séc | 2 - 3 | Thụy Sĩ | Torino Esposizioni (13:00) |
| Canada       | 5 - 1 | Đức     | Palasport Olimpico (20:00) |

| 18 tháng 2   |       |          |                            |
| Ý            | 3 - 3 | Đức      | Palasport Olimpico (13:00) |
| Canada       | 0 - 2 | Thụy Sĩ  | Torino Esposizioni (15:39) |
| Cộng hòa Séc | 2 - 4 | Phần Lan | Palasport Olimpico (21:00) |

| 19 tháng 2   |       |         |                            |
| Đức          | 2 - 2 | Thụy Sĩ | Palasport Olimpico (12:00) |
| Cộng hòa Séc | 4 - 1 | Ý       | Palasport Olimpico (20:00) |
| Phần Lan     | 2 - 0 | Canada  | Torino Esposizioni (21:00) |

| 21 tháng 2 |       |              |                            |
| Thụy Sĩ    | 3 - 3 | Ý            | Palasport Olimpico (12:30) |
| Phần Lan   | 2 - 0 | Đức          | Torino Esposizioni (15:30) |
| Canada     | 3 - 2 | Cộng hòa Séc | Palasport Olimpico (16:30) |

### Bảng B
| Đội        | Số trận | Thắng | Thua | Hòa | Bàn thắng | Bàn thua | Điểm |
| ---------- | ------- | ----- | ---- | --- | --------- | -------- | ---- |
| Slovakia   | 5       | 5     | 0    | 0   | 18        | 8        | 10   |
| Nga        | 5       | 4     | 1    | 0   | 23        | 11       | 8    |
| Thụy Điển  | 5       | 3     | 2    | 0   | 15        | 12       | 6    |
| Hoa Kỳ     | 5       | 1     | 3    | 1   | 13        | 13       | 3    |
| Kazakhstan | 5       | 1     | 4    | 0   | 9         | 18       | 2    |
| Latvia     | 5       | 0     | 4    | 1   | 11        | 29       | 1    |

| 15 tháng 2 |       |           |                            |
| Kazakhstan | 2 - 7 | Thụy Điển | Torino Esposizioni (11:30) |
| Nga        | 3 - 5 | Slovakia  | Torino Esposizioni (20:00) |
| Latvia     | 3 - 3 | Hoa Kỳ    | Palasport Olimpico (21:00) |

| 16 tháng 2 |       |            |                            |
| Thụy Điển  | 0 - 5 | Nga        | Palasport Olimpico (16:00) |
| Slovakia   | 6 - 3 | Latvia     | Torino Esposizioni (17:00) |
| Hoa Kỳ     | 4 - 1 | Kazakhstan | Torino Esposizioni (21:00) |

| 18 tháng 2 |       |        |                            |
| Kazakhstan | 0 - 1 | Nga    | Torino Esposizioni (11:30) |
| Thụy Điển  | 6 - 1 | Latvia | Palasport Olimpico (17:00) |
| Slovakia   | 2 - 1 | Hoa Kỳ | Torino Esposizioni (20:00) |

| 19 tháng 2 |       |            |                            |
| Nga        | 9 - 2 | Latvia     | Torino Esposizioni (13:00) |
| Slovakia   | 2 - 1 | Kazakhstan | Palasport Olimpico (16:00) |
| Hoa Kỳ     | 1 - 2 | Thụy Điển  | Torino Esposizioni (17:00) |

| 21 tháng 2 |       |            |                            |
| Latvia     | 2 - 5 | Kazakhstan | Torino Esposizioni (11:30) |
| Thụy Điển  | 0 - 3 | Slovakia   | Torino Esposizioni (20:00) |
| Hoa Kỳ     | 4 - 5 | Nga        | Palasport Olimpico (20:30) |

### Tứ kết
| 22 tháng 2   |       |           |                            |
| Phần Lan     | 4 - 3 | Hoa Kỳ    | Torino Esposizioni (16:30) |
| Thụy Sĩ      | 2 - 6 | Thụy Điển | Palasport Olimpico (17:30) |
| Canada       | 0 - 2 | Nga       | Torino Esposizioni (20:30) |
| Cộng hòa Séc | 3 - 1 | Slovakia  | Palasport Olimpico (21:30) |

### Bán kết
| 24 tháng 2 |       |              |                            |
| Phần Lan   | 4 - 0 | Nga          | Palasport Olimpico (16:30) |
| Thụy Điển  | 7 - 3 | Cộng hòa Séc | Palasport Olimpico (21:30) |

### Huy chương đồng
| 25 tháng 2 |       |              |                            |
| Nga        | 0 - 3 | Cộng hòa Séc | Palasport Olimpico (20:30) |

### Huy chương vàng
| 26 tháng 2 |       |           |                            |
| Phần Lan   | 2 - 3 | Thụy Điển | Palasport Olimpico (14:00) |

|                                         | Hiệp 1 |                                            | Trọng tài: Paul Devorski |
| Timonen (Selänne) 14:45 (pp)            |        |                                            |                          |
|                                         | Hiệp 2 |                                            |                          |
|                                         |        | Zetterberg (Samuelsson, Backman) 4:42 (pp) |                          |
|                                         |        | Kronwall (Zetterberg) 13:24 (pp)           |                          |
| Peltonen (J. Jokinen, O. Jokinen) 15:00 |        |                                            |                          |
|                                         | Hiệp 3 |                                            |                          |
|                                         |        | Lidström (Sundin, Forsberg) 0:10           |                          |

### Bảng sắp hạng
|   | Huy chương | Quốc gia  | Đội |
| - | ---------- | --------- | --- |
| 1 | Vàng       | Thụy Điển |     |
| 2 | Bạc        | Phần Lan  |     |
| 3 | Đồng       | CH Séc    |     |
| 4 |            | Nga       |     |
| 5 |            | Slovakia  |     |
| 6 |            | Thụy Sĩ   |     |
| 7 |            | Canada    |     |
| 8 |            | Hoa Kỳ    |     |

## Nữ
Sau khi các đội hoàn tất thi đấu với nhau, 2 đội đứng hạng cao nhất của từng bảng sẽ được vào bán kết. Tại vòng bán kết, đội hạng 1 của A đấu với đội hạng 2 của B và đội hạng 2 của A đấu với đội hạng 1 của B.

### Bảng A
| Đội       | Số trận | Thắng | Thua | Hòa | Bàn thắng | Bàn thua | Điểm |
| --------- | ------- | ----- | ---- | --- | --------- | -------- | ---- |
| Canada    | 3       | 3     | 0    | 0   | 36        | 1        | 6    |
| Thụy Điển | 3       | 2     | 1    | 0   | 15        | 9        | 4    |
| Nga       | 3       | 1     | 2    | 0   | 6         | 16       | 2    |
| Ý         | 3       | 0     | 3    | 0   | 1         | 28       | 0    |

| 11 tháng 2 |        |     |                            |
| Thụy Điển  | 3 - 1  | Nga | Palasport Olimpico (15:30) |
| Canada     | 16 - 0 | Ý   | Palasport Olimpico (20:30) |

| 12 tháng 2 |        |     |                            |
| Canada     | 12 - 0 | Nga | Torino Esposizioni (16:30) |

| 13 tháng 2 |        |   |                            |
| Thụy Điển  | 11 - 0 | Ý | Torino Esposizioni (15:00) |

| 14 tháng 2 |       |           |                            |
| Ý          | 1 - 5 | Nga       | Torino Esposizioni (13:00) |
| Canada     | 8 - 1 | Thụy Điển | Palasport Olimpico (15:30) |

### Bảng B
| Đội      | Số trận | Thắng | Thua | Hòa | Bàn thắng | Bàn thua | Điểm |
| -------- | ------- | ----- | ---- | --- | --------- | -------- | ---- |
| Hoa Kỳ   | 3       | 3     | 0    | 0   | 18        | 3        | 6    |
| Phần Lan | 3       | 2     | 1    | 0   | 10        | 7        | 4    |
| Đức      | 3       | 1     | 2    | 0   | 2         | 9        | 2    |
| Thụy Sĩ  | 3       | 0     | 3    | 0   | 1         | 12       | 0    |

| 11 tháng 2 |       |         |                            |
| Phần Lan   | 3 - 0 | Đức     | Torino Esposizioni (13:00) |
| Hoa Kỳ     | 6 - 0 | Thụy Sĩ | Torino Esposizioni (18:00) |

| 12 tháng 2 |       |        |                            |
| Đức        | 0 - 5 | Hoa Kỳ | Palasport Olimpico (19:00) |

| 13 tháng 2 |       |         |                            |
| Phần Lan   | 4 - 0 | Thụy Sĩ | Palasport Olimpico (17:30) |

| 14 tháng 2 |       |          |                            |
| Thụy Sĩ    | 1 - 2 | Đức      | Torino Esposizioni (18:00) |
| Hoa Kỳ     | 7 - 3 | Phần Lan | Palasport Olimpico (20:30) |

### Sắp hạng (5 đến 8)
| 17 tháng 2 |       |         |                            |
| Nga        | 6 - 2 | Thụy Sĩ | Torino Esposizioni (13:00) |
| Ý          | 2 - 5 | Đức     | Torino Esposizioni (18:30) |

#### Hạng 7/8
| 20 tháng 2 |        |   |                            |
| Thụy Sĩ    | 11 - 0 | Ý | Torino Esposizioni (13:00) |

#### Hạng 5/6
| 20 tháng 2 |              |     |                            |
| Nga        | 0 - 1 (s.o.) | Đức | Torino Esposizioni (17:00) |

### Bán kết
| 17 tháng 2 |               |           |                            |
| Hoa Kỳ     | 2 - 3 (s. o.) | Thụy Điển | Palasport Olimpico (17:00) |
| Canada     | 6 - 0         | Phần Lan  | Palasport Olimpico (21:00) |

### Huy chương đồng
| 20 tháng 2 |       |        |                            |
| Phần Lan   | 0 - 4 | Hoa Kỳ | Palasport Olimpico (16:30) |

### Huy chương vàng
| 20 tháng 2 |       |           |                            |
| Canada     | 4 - 1 | Thụy Điển | Palasport Olimpico (20:30) |

|                                         | Hiệp 1 |                                    | Trọng tài: Anu Hirvonen |
| Apps (Wickenheiser) 3:15                |        |                                    |                         |
| Ouellette (Hefford, Botterill) 12:13    |        |                                    |                         |
|                                         | Hiệp 2 |                                    |                         |
| Piper (Wickenheiser, Pounder) 8:58      |        |                                    |                         |
| Hefford (Botterill, Vaillancourt) 10:27 |        |                                    |                         |
|                                         | Hiệp 3 |                                    |                         |
|                                         |        | Andersson (Holst, Rooth) 5:24 (pp) |                         |

### Bảng sắp hạng
|   | Huy chương | Quốc gia  | Các thành viên đội tuyển |
| - | ---------- | --------- | --- |
| 1 | Vàng       | Canada    | - Charline Labonté, Kim St-Pierre, Sami Jo Small - Gillian Ferrari, Becky Kellar, Carla MacLeod, Caroline Ouellette, Cheryl Pounder, Colleen Sostorics, Delaney Collins - Meghan Agosta, Gillian Apps, Jennifer Botterill, Cassie Campbell, Danielle Goyette, Jayna Hefford, Gina Kingsbury, Cherie Piper, Vicky Sunohara, Sarah Vaillancourt, Katie Weatherston, Hayley Wickenheiser                       |
| 2 | Bạc        | Thụy Điển | - Cecilia Andersson, Kim Martin - Gunilla Andersson, Jenni Asserholt, Joa Elfsberg, Emma Eliasson, Elin Holmlöv, Ylva Lindberg - Ann-Louise Edstrand, Erika Holst, Kristina Lundberg, Jenny Lindqvist, Frida Nevalainen, Emilie O'Konor, Maria Rooth, Danijela Rundqvist, Therese Sjölander, Katarina Timglas, Pernilla Winberg                                                                             |
| 3 | Đồng       | Hoa Kỳ    | - Pam Dreyer, Chanda Gunn - Courtney Kennedy, Angela Ruggiero, Lyndsay Wall, Helen Resor, Caitlin Cahow, Molly Engstrom, Jamie Hagerman - Krissy Wendell, Kim Insalaco, Jenny Potter, Julie Chu, Kelly Stephens, Kathleen Kauth, Kristin King, Katie King, Natalie Darwitz, Tricia Dunn-Luoma, Sarah Parsons                                                                                                |
| 4 |            | Phần Lan  | - Maija Hassinen, Noora Räty - Satu Kiipeli, Kati Kovalainen, Hanna Kuoppala, Emma Laaksonen, Terhi Mertanen, Heidi Pelttari, Saija Sirviö - Satu Tuominen, Sari Fisk, Oona Parviainen, Mari Saarinen, Satu Hoikkala, Nora Tallus, Eveliina Similä, Saara Tuominen, Mari Pehkonen, Marja-Helena Pälvilä, Karolina Rantamäki                                                                                 |
| 5 |            | Đức       | - Stephanie Wartosch-Kürten, Jennifer Harß - Christina Oswald, Sabrina Kruck, Nina Ritter, Jennifer Tamas, Susanne Fellner, Raffaela Wolf - Maritta Becker, Franziska Busch, Claudia Grundmann, Anja Scheytt, Nikola Holmes, Susann Götz, Denise Soesilo, Bettina Evers, Andrea Lanzl, Michaela Lanzl, Sara Seiler, Stefanie Frühwirt                                                                       |
| 6 |            | Nga       | - Irina Gaschennikowa, Nadeschda Alexandrowa - Maria Barykina, Aljona Chomitsch, Kristina Petrowskaja, Olga Permjakowa, Alexandra Kapustina, Schanna Schteltschkowa - Galina Skiba, Jekaterina Smolina, Larissa Mischina, Tatjana Sotnikowa, Julija Gladyschewa, Jekaterina Smolenzewa, Swetlana Trefilowa, Tatjana Burina, Ija Gawrilowa, Jekaterina Paschkewitsch, Jelena Bjalkowskaja, Oksana Tretjakowa |
| 7 |            | Thụy Sĩ   | - Patricia Elsmore-Sautter, Florence Schelling - Nicole Bullo, Angela Frautschi, Ramona Fuhrer, Ruth Künzle, Monika Leuenberger, Julia Marty, Prisca Mosimann - Silvia Bruggmann, Sandra Cattaneo, Daniela Diaz, Kathrin Lehmann, Jeanette Marty, Stefanie Marty, Christine Meier, Sandrine Ray, Rachel Rochat, Laura Ruhnke, Tina Schumacher                                                               |
| 8 |            | Ý         | - Luana Frasnelli, Debra Montanari - Michela Angeloni, Linda De Rocco, Valentina Bettarini, Manuela Friz, Rebecca Fiorese, Katharina Sparer, Nadia de Nardin - Celeste Bissardella, Maria Michaela Leitner, Sabina Florian, Evelyn Bazzanella, Silvia Carignano, Diana da Rugna, Sabrina Viel, Waltraud Kaser, Anna de la Forest, Heidi Caldart, Silvia Toffano                                             |